# Hadrianstempel (Ephesos)

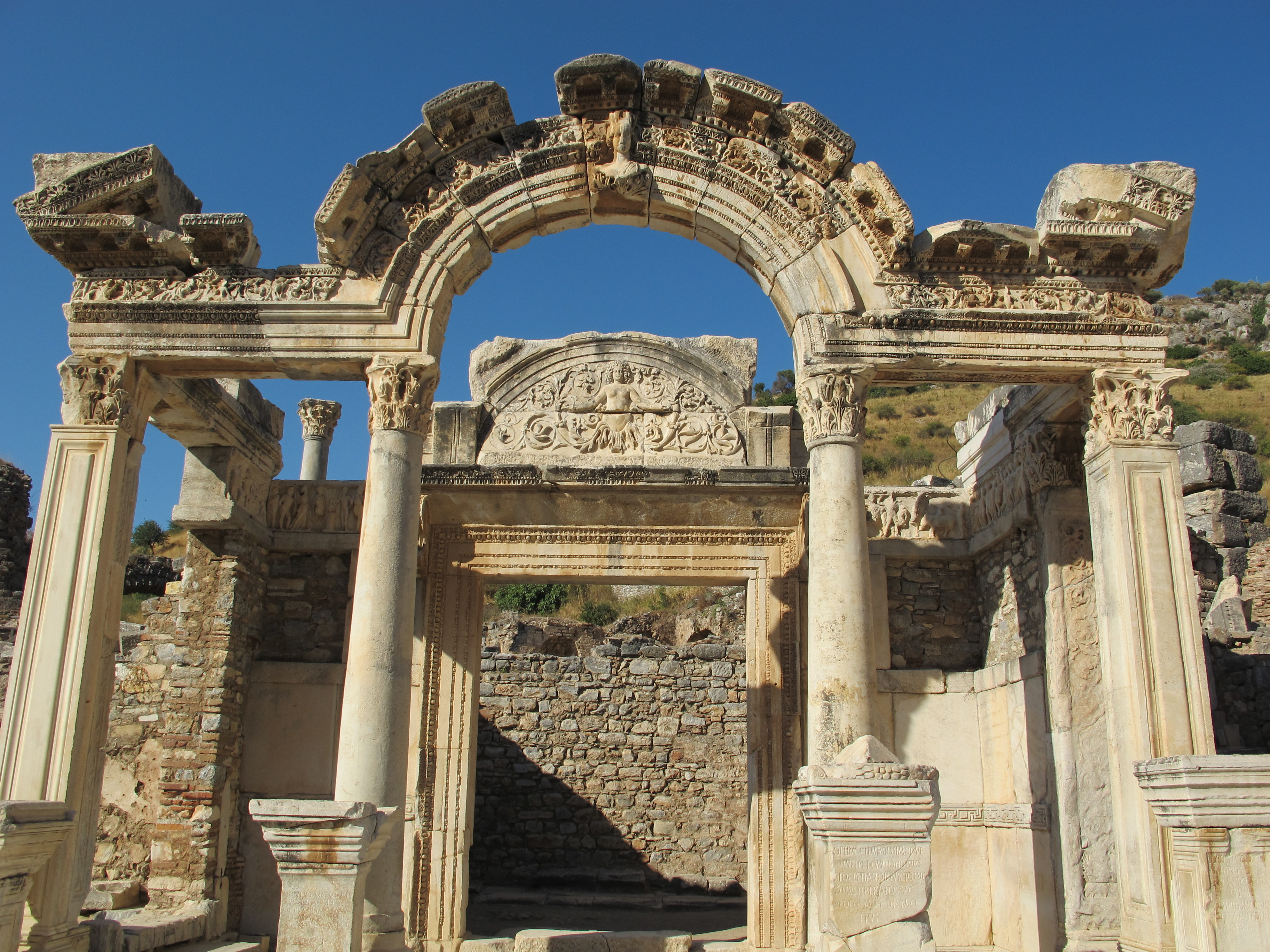
Sogenannter Hadrianstempel in Ephesos

Der sogenannte Hadrianstempel ist ein teilweise wieder aufgebautes Heiligtum in der antiken Stadt Ephesos im Westen der heutigen Türkei. Er steht an der Kuretenstraße im Südwesten der Stadt.
Der Tempel wurde nach der Inschrift auf dem Architrav wohl im Jahr 117 oder 118 n. Chr. zu Ehren der Artemis von Ephesos, des römischen Kaisers Hadrian und des Volkes von Ephesos durch Publius Quintilius Valens Varius errichtet. Das Versprechen dazu hatte Varius bereits in den letzten Jahren der Herrschaft Trajans gegeben. Teile der Vorhalle (Pronaos) wurden – möglicherweise durch ein Erdbeben –  im 4. Jahrhundert zerstört, dann jedoch wieder aufgebaut.

## Forschungsgeschichte
In den 1950er Jahren wurde der Tempel vom Österreichischen Archäologischen Instituts unter der Leitung von Franz Miltner ausgegraben. Um das Ruinengelände von Ephesos für Besucher möglichst anschaulich zu gestalten, wurden damals ganze Straßenzüge freigelegt, darunter die Kuretenstraße. Mit den dabei gefundenen zahlreichen Baugliedern des Tempels erfolgte von 1957 bis 1958 ein Teilwiederaufbau (Anastilosis) unter der Projektleitung des Wiener Architekten Karl Heinz Göschl. 2009 bis 2012 führte die Archäologin Ursula Quatember neue Forschungen zur Baugeschichte des Tempels durch.

## Beschreibung

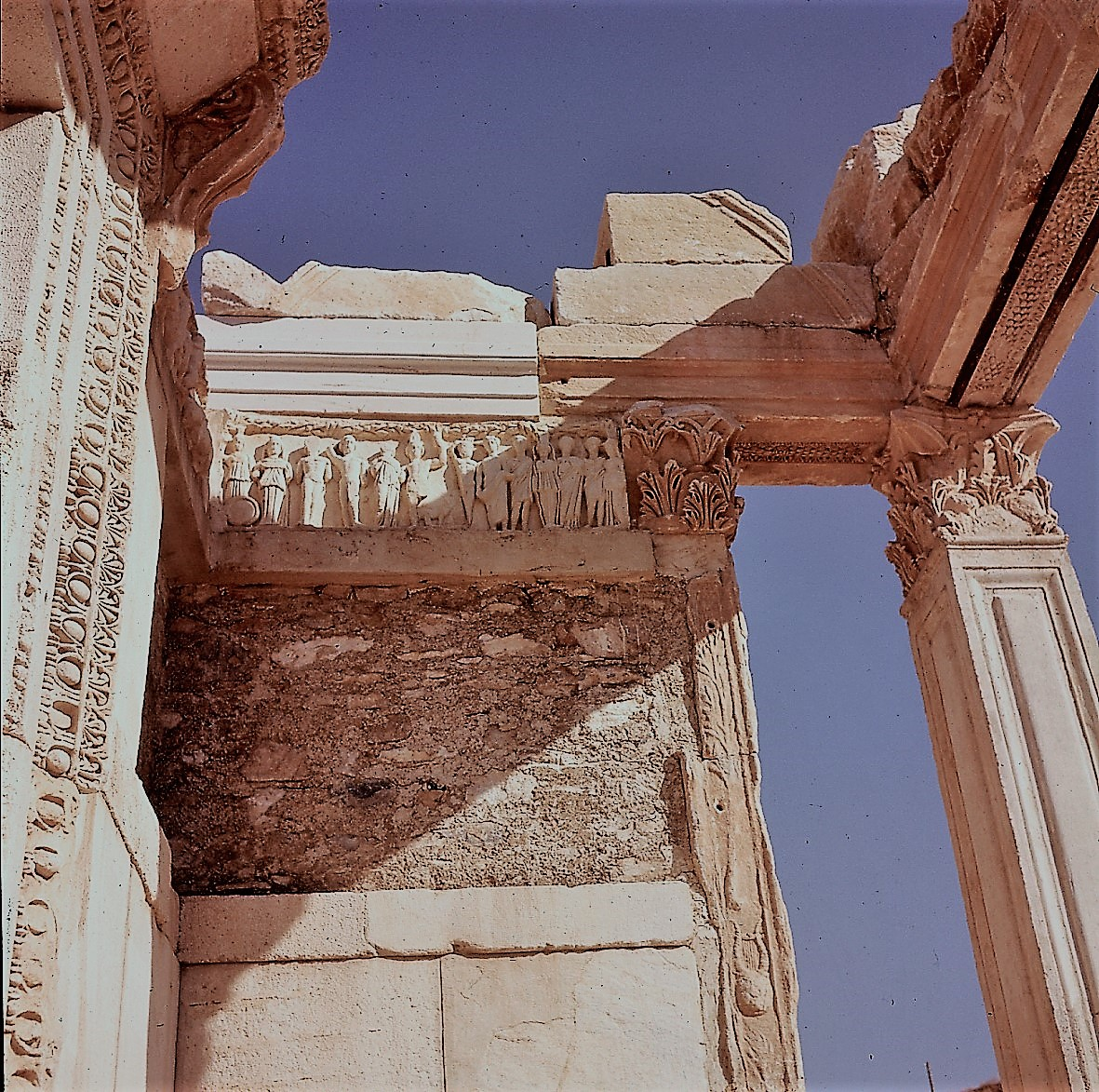
Foto von Paolo Monti, 1962

Der unmittelbar an der „Kuretenstraße“, einer der Prachtstraßen von Ephesos, liegende Bau ist teilweise in die dahinter liegenden Scholastikia-Thermen integriert, eine Bäderanlage, die ebenfalls von Publius Quintilius Valens Varius errichtet wurde. In seinem Grundriss entspricht der Tempel einem tetrastylen, das heißt viersäuligen Prostylos. Vor der nur kleinen, querrechteckigen Cella, in der wohl eine Statue des Kaisers stand, liegt eine großzügige Vorhalle, deren Fassade durch zwei Säulen und zwei Pfeiler mit korinthischen Kapitellen gegliedert wird. Diese trugen ursprünglich einen dreieckigen Giebel. Vor den Säulen und Pfeilern stehen vier beschriftete Sockel von Statuen der Kaiser der 1. Tetrarchie: Diokletian, Constantius Chlorus, Galerius sowie  Maximian. Die Statue des Maximian wurde später durch eine Statue des Vaters des Theodosius I. ersetzt. Über die beiden mittleren Säulen wurde ein syrischer Bogen gespannt, dessen Schlussstein durch eine Büste der Tyche hervorgehoben wird. Den Architrav schmückt ein Fries mit Akanthusblättern und anderen pflanzlichen Motiven.
Das Innere der Vorhalle wird durch einen umlaufenden Fries geprägt. Das Original befindet sich im Museum von Selçuk. Auf dem Fries ist links der Gründungsmythos von Ephesos dargestellt mit Androklos bei der Eberjagd, Göttern und Amazonen, letztere unter anderem bei einem Dionysos-Fest. Der rechte Teil des Frieses weicht stilistisch von dem übrigen ab. Man vermutet, dass dieser beim Wiederaufbau nach dem Erdbeben im 4. Jahrhundert von einem anderen Gebäude hierhin übertragen wurde.
Der Sturz der Eingangstür zur Cella ist mit Perl- und Eierstäben verziert. Darüber befindet sich im Bogenfeld die Darstellung einer Rankenfrau.
Die prägenden Elemente der Fassade – Bogenportal, rechts und links flankiert von zwei rechteckigen Zugängen – findet man auch an anderen Gebäuden dieser Zeit, zum Beispiel im sogenannten „Canopus“ der Villa Adriana bei Tivoli nahe Rom.